# Bistum Matehuala
Das Bistum Matehuala (lat.: Dioecesis Matehualensis, span.: Diócesis de Matehuala) ist eine in Mexiko gelegene römisch-katholische Diözese mit Sitz in Matehuala.

## Geschichte
Das Bistum Matehuala wurde am 28. Mai 1997 durch Papst Johannes Paul II. mit der Apostolischen Konstitution Apostolicum officium aus Gebietsabtretungen des Erzbistums San Luis Potosí und des Bistums Ciudad Valles errichtet und dem Erzbistum San Luis Potosí als Suffraganbistum unterstellt.

## Bischöfe
- Rodrigo Aguilar Martínez, 1997–2006, dann Bischof von Tehuacán
- Lucas Martínez Lara, 2006–2016
- Margarito Salazar Cárdenas, seit 2018